# Халфвег
Халфвег је град у холандској провинцији Северна Холандија . Тренутно је део општине Хаарлеммермеер и лежи око 8 км источно од Харлема . Његово име, што у преводу значи "на пола пута", долази од тога, што се налази отприлике на пола пута између Харлема и Амстердама.

## Становништво
Статистичко подручје "Халфвег", које обухвата и околно сеоско подручје, има око 2330 становника. 

## Историја
Године 1632. канал од Амстердама до Харлема је отворен за путнички саобраћај. На пола пута требало је да се путници искрцају како би се промјенили бродови. 
Од 1904. до 1957. Халфвег је био стајалиште на трамвајској линији Амстердам-Харлем- Зандфорт.
Фабрика шећера изграђена је у 19. веку . Затворена је деведесетих година прошлог века, али комплекс са својим силосевима за шећер и даље доминира градском крајоликом.

## Саобраћај
Халфвег је добро повезан како железницом тако и аутобуским саобраћајем (линија 80) са Амстердамом и Харлемом. Кроз насеље пролази аутопут А9 а у непосредној близини је и аутопут А5.